# هیچ‌کس نمی‌داند (ترانه)
«هیچ‌کس نمی‌داند» (به انگلیسی: No One Knows) ترانه‌ای از گروه راک کوئینز آو د استون ایج است. جاش هوم و مارک لنگن این ترانه را نوشته‌اند. «هیچ‌کس نمی‌داند» اولین تک‌آهنگ از دومین آلبوم استودیویی گروه به‌نام ترانه‌هایی برای ناشنوا است که در ۲۶ نوامبر ۲۰۰۲ منتشر شد.
این تک‌آهنگ موفق‌ترین اثر گروه در آمریکا بود و در زمان انتشارش در آن کشور تا رده‌ی ۵۱اُم بیلبورد هات ۱۰۰ صعود کرد و شماره ۱ جدول ترانه‌های مدرن راک شد. «هیچ‌کس نمی‌داند» تحسین منتقدان موسیقی را هم برانگیخت و در سال ۲۰۰۳ نامزد دریافت گرمی بهترین اجرای هارد راک شد. در سال ۲۰۱۱ مجلهٔ اِن‌اِم‌ای در رده‌بندی «۱۵۰ ترانهٔ برتر ۱۵ سال گذشته»، جایگاه ۱۸اُم را به «هیچ‌کس نمی‌داند» اختصاص داد.

## رتبهٔ تک‌آهنگ در جدول فروش کشورهای مختلف
| جدول فروش (۲۰۰۲-۲۰۰۳ میلادی)                           | بالاترین جایگاه |
| ------------------------------------------------------ | --------------- |
| هلند                                                   | ۳۹              |
| ایرلند                                                 | ۲۶              |
| پادشاهی متحد                                           | ۱۵              |
| بیلبورد هات ۱۰۰ (ایالات متحده آمریکا)                  | ۵۱              |
| جدول ترانه‌های آلترنتیو (ایالات متحده آمریکا)           | ۱               |
| جدول ترانه‌های داغ جریان اصلی راک (ایالات متحده آمریکا) | ۵               |

## اعضای مشارکت‌کننده
- جاش هوم: آواز و گیتار
- نیک الیوری: گیتار باس
- دیو گرول: درامز
- مارک لنگن: بک وکالز